# Латана-Мала
Латана-Мала (пол. Łatana Mała, нім. Klein Lattana) — село в Польщі, у гміні Вельбарк Щиценського повіту Вармінсько-Мазурського воєводства.
Населення — 53 особи (2011).
У 1975-1998 роках село належало до Ольштинського воєводства.

## Демографія
Демографічна структура станом на 31 березня 2011 року:
|          | Загалом | Допрацездатний вік | Працездатний вік | Постпрацездатний вік |
| -------- | ------- | ------------------ | ---------------- | -------------------- |
| Чоловіки | 38      | 8                  | 26               | 4                    |
| Жінки    | 15      | 4                  | 7                | 4                    |
| Разом    | 53      | 12                 | 33               | 8                    |